# Nationalliga A w piłce siatkowej mężczyzn (2019/2020)
Nationalliga A w piłce siatkowej mężczyzn 2019/2020 − 64. sezon mistrzostw Szwajcarii w piłce siatkowej zorganizowany przez Szwajcarski Związek Piłki Siatkowej (Swiss Volley). Zainaugurowany został 1 października 2019 roku.
W Nationalliga A w sezonie 2019/2020 uczestniczyło 9 drużyn. Do najwyższej klasy rozgrywkowej dołączyły dwa klubu z Nationalliga B: Traktor Basel oraz Lutry-Lavaux Volleyball. Rozgrywki miały obejmować fazę zasadniczą oraz fazę play-off składającą się z ćwierćfinałów, meczów o miejsca 5-8, półfinałów, meczów o 3. miejsce oraz finałów.
13 marca 2020 roku ze względu na szerzenie się zakażeń wirusem SARS-CoV-2 Szwajcarski Związek Piłki Siatkowej zakończył rozgrywki. Zdecydował, że w sezonie 2019/2020 nie zostanie wyłoniony mistrz Szwajcarii, a za ostateczną klasyfikację uznał tę po zakończeniu fazy zasadniczej. Podjął również decyzję o braku awansów i spadków, jednak klub Lutry-Lavaux Volleyball ogłosił, że wycofuje się z Nationalliga A i w sezonie 2020/2021 będzie występował w Nationalliga B.
MVP sezonu wybrany został Austriak Thomas Zass.
W sezonie 2019/2020 w Pucharze CEV Szwajcarię reprezentowały Lausanne UC oraz Lindaren Volley Amriswil, natomiast w Pucharze Challenge – Volley Schönenwerd oraz Lindaren Volley Luzern.

## System rozgrywek
Rozgrywki Nationalliga A w sezonie 2019/2020 składają się z fazy zasadniczej i fazy play-off.

### Faza zasadnicza
W fazie zasadniczej 9 drużyn rozgrywa ze sobą spotkania systemem każdy z każdym – mecz u siebie i rewanż na wyjeździe. Osiem najlepszych drużyn uzyskuje awans do fazy play-off. Drużyna, która zajęła 9. miejsce po zakończeniu fazy zasadniczej, opuszcza Nationalliga A i od sezonu 2020/2021 będzie miała prawo uczestniczyć w Nationalliga B.

### Faza play-off
I runda

Ćwierćfinały

Ćwierćfinałowe pary tworzone są na podstawie miejsc zajętych przez poszczególne drużyny w fazie zasadniczej według klucza: 1-8; 2-7; 3-6; 4-5. Rywalizacja toczy się do trzech wygranych meczów ze zmianą gospodarza po każdym meczu. Gospodarzami pierwszych spotkań są zespoły, które po fazie zasadniczej zajęły wyższe miejsce w tabeli.
II runda

Półfinały

W półfinałach grają zwycięzcy z poszczególnych par ćwierćfinałowych. Pierwszą parę półfinałową tworzą zwycięzca rywalizacji 1-8 ze zwycięzcą rywalizacji 4-5, drugą natomiast - zwycięzca rywalizacji 2-7 ze zwycięzcą rywalizacji 3-6. Drużyny grają do trzech wygranych meczów ze zmianą gospodarza po każdym meczu. Gospodarzami pierwszych spotkań są zespoły, które po fazie zasadniczej zajęły wyższe miejsce w tabeli.
Mecze o miejsca 5-8

Przegrani par ćwierćfinałowych tworzą pary meczowe na podstawie miejsc zajętych w fazie zasadniczej. Pierwszą parę meczową tworzą drużyny, które w fazie zasadniczej zajęły najwyższe i najniższe miejsce, natomiast drugą parę meczową pozostałe zespoły. Rywalizacja toczy się do dwóch wygranych meczów ze zmianą gospodarza po każdym meczu. Gospodarzami pierwszych spotkań są zespoły, które po fazie zasadniczej zajęły wyższe miejsce w tabeli.
III runda

Finały

O tytuł mistrzowski grają zwycięzcy w parach półfinałowych. Rywalizacja toczy się do trzech wygranych meczów ze zmianą gospodarza po każdym meczu. Gospodarzem pierwszego spotkania jest zespół, który po fazie zasadniczej zajął wyższe miejsce w tabeli. 
Mecze o 3. miejsce

O brązowy medal grają przegrani w parach półfinałowych. Rywalizacja toczy się do dwóch wygranych meczów ze zmianą gospodarza po każdym meczu. Gospodarzem pierwszego spotkania jest zespół, który po fazie zasadniczej zajął wyższe miejsce w tabeli.
Mecze o 5. miejsce

O 5. miejsce grają zwycięzcy w parach meczowych o miejsca 5-8. Rywalizacja toczy się do dwóch wygranych meczów ze zmianą gospodarza po każdym meczu. Gospodarzem pierwszego spotkania jest zespół, który po fazie zasadniczej zajął wyższe miejsce w tabeli.
Mecze o 7. miejsce

O 7. miejsce grają przegrani w parach meczowych o miejsca 5-8. Rywalizacja toczy się do dwóch wygranych meczów ze zmianą gospodarza po każdym meczu. Gospodarzem pierwszego spotkania jest zespół, który po fazie zasadniczej zajął wyższe miejsce w tabeli.

## Drużyny uczestniczące
| | Nationalliga A 2019/2020  |   |     |
| --- | ------------------------- | - | --- |
| LAU | Lausanne UC               | 1 | CEV |
| AMR | Lindaren Volley Amriswil  | 2 | CEV |
| SCH | Volley Schönenwerd        | 3 | Ch  |
| LUZ | Lindaren Volley Luzern    | 4 | Ch  |
| NÄF | Biogas Volley Näfels      | 5 |     |
| CHÊ | Chênois Genève Volleyball | 6 |     |
| JON | TSV Jona Volleyball       | 7 |     |
| | Awans z 2. Bundesligi     |   |     |
| TRA | Traktor Basel             | 1 |     |
| LUT | Lutry-Lavaux Volleyball   | 5 |     |
| Oznaczenia: - kolumna pierwsza – skróty nazw drużyn wpisane na mapie (jeśli ta została zamieszczona), - kolumna trzecia – miejsce zajęte przez daną drużynę w poprzednim sezonie. |                           |   |     |

## Hale sportowe
| Klub                      | Hala sportowa                                    | Miejscowość |
| ------------------------- | ------------------------------------------------ | ----------- |
| Biogas Volley Näfels      | Linth-Arena SGU                                  | Näfels      |
| Chênois Genève Volleyball | Centre Sportif Sous-Moulin                       | Thônex      |
| Lausanne UC               | Centre Sportif Universitaire de Dorigny – SOS II | Lozanna     |
| Lindaren Volley Amriswil  | Sporthalle Tellenfeld                            | Amriswil    |
| Lindaren Volley Luzern    | Bahnhofhalle                                     | Lucerna     |
| Lutry-Lavaux Volleyball   | Centre Scolaire & Culturel de Corsy              | Lutry       |
| Traktor Basel             | Sporthalle Rankhof                               | Bazylea     |
| Traktor Basel             | Margarethen Sporthalle                           | Bazylea     |
| Traktor Basel             | Mehrzweckhalle Löhrenacker                       | Aesch       |
| TSV Jona Volleyball       | Sporthalle Grünfeld                              | Jona        |
| TSV Jona Volleyball       | Sporthalle Rain                                  | Jona        |
| Volley Schönenwerd        | BetoncoupeArena                                  | Schönenwerd |

## Trenerzy
| Klub                      | Pierwszy trener        | Narodowość | Drugi trener   | Narodowość |
| ------------------------- | ---------------------- | ---------- | -------------- | ---------- |
| Biogas Volley Näfels      | Oskar Kaczmarczyk      | Polska     | Marco Gygli    | Szwajcaria |
| Chênois Genève Volleyball | Carlos Carreño         | Hiszpania  | Michel Lamas   | Szwajcaria |
| Lausanne UC               | Massimiliano Giaccardi | Włochy     | Pierre Berger  | Szwajcaria |
| Lindaren Volley Amriswil  | Marko Klok             | Holandia   | Matevž Kamnik  | Słowenia   |
| Lindaren Volley Luzern    | Liam Sketcher          | Australia  | Marius Birrer  | Szwajcaria |
| Lutry-Lavaux Volleyball   | Jérôme Corda           | Francja    | Jérémie Rosset | Szwajcaria |
| Traktor Basel             | Daniel Rocamora        | Hiszpania  | Marc Fischer   | Szwajcaria |
| TSV Jona Volleyball       | Dalibor Polák          | Czechy     | Urs Winteler   | Szwajcaria |
| Volley Schönenwerd        | Bujar Dervisaj         | Niemcy     | Łukasz Motyka  | Polska     |

### Zmiany trenerów
| Klub                 | Były trener   | Narodowość | Nowy trener       | Narodowość |       |
| -------------------- | ------------- | ---------- | ----------------- | ---------- | ----- |
| Przed sezonem        |               |            |                   |            |       |
| Biogas Volley Näfels | Dalibor Polák | Czechy     | Oskar Kaczmarczyk | Polska     | [ 5 ] |
| TSV Jona Volleyball  | Denis Milanez | Brazylia   | Dalibor Polák     | Czechy     | [ 6 ] |
| Traktor Basel        | Marc Fischer  | Szwajcaria | Daniel Rocamora   | Hiszpania  | [ 7 ] |

## Faza zasadnicza

### Tabela wyników
| Gospodarz \ Gość1         | LAU | AMR | SCH | LUZ | NÄF | CHÊ | JON | TRA | LUT |
| Lausanne UC               |     | 1:3 | 3:0 | 0:3 | 1:3 | 3:1 | 3:2 | 3:0 | 3:0 |
| Lindaren Volley Amriswil  | 3:2 |     | 3:0 | 3:0 | 3:1 | 3:2 | 3:0 | 3:0 | 3:0 |
| Volley Schönenwerd        | 3:1 | 1:3 |     | 3:1 | 3:1 | 3:0 | 3:0 | 3:1 | 3:0 |
| Lindaren Volley Luzern    | 2:3 | 0:3 | 3:2 |     | 3:0 | 3:0 | 3:2 | 0:3 | 3:0 |
| Biogas Volley Näfels      | 1:3 | 3:1 | 0:3 | 1:3 |     | 1:3 | 3:0 | 3:0 | 3:1 |
| Chênois Genève Volleyball | 3:2 | 3:1 | 0:3 | 1:3 | 3:2 |     | 3:1 | 3:0 | 3:0 |
| TSV Jona Volleyball       | 3:1 | 0:3 | 1:3 | 2:3 | 1:3 | 1:3 |     | 3:0 | 3:1 |
| Traktor Basel             | 0:3 | 1:3 | 0:3 | 1:3 | 2:3 | 1:3 | 2:3 |     | 1:3 |
| Lutry-Lavaux Volleyball   | 1:3 | 0:3 | 0:3 | 1:3 | 2:3 | 0:3 | 2:3 | 0:3 |     |

Źródło: Swiss Volley (niem.)
1 Drużyna gospodarzy jest wymieniona po lewej stronie tabeli.
Kolory:
  zwycięstwo gospodarzy 3:0 lub 3:1
  zwycięstwo gospodarzy 3:2
  zwycięstwo gości 3:0 lub 3:1
  zwycięstwo gości 3:2

### Terminarz i wyniki spotkań
| Data        | Godz. | Gospodarz                 | Rezultat                                | Gość                      | Widzów |
| ----------- | ----- | ------------------------- | --------------------------------------- | ------------------------- | ------ |
| 1. KOLEJKA  |       |                           |                                         |                           |        |
| 12.10.2019  | 17:00 | Lindaren Volley Amriswil  | 3:0 (25:18, 25:14, 25:14)               | Volley Schönenwerd        | 500    |
| 12.10.2019  | 17:30 | Lausanne UC               | 1:3 (31:29, 19:25, 23:25, 21:25)        | Biogas Volley Näfels      | bd.    |
| 12.10.2019  | 18:00 | Chênois Genève Volleyball | 3:0 (26:24, 25:22, 25:22)               | Traktor Basel             | bd.    |
| 12.10.2019  | 18:00 | TSV Jona Volleyball       | 3:1 (21:25, 25:18, 28:26, 25:23)        | Lutry-Lavaux Volleyball   | bd.    |
| 2. KOLEJKA  |       |                           |                                         |                           |        |
| 19.10.2019  | 18:00 | Lindaren Volley Luzern    | 0:3 (19:25, 17:25, 23:25)               | Lindaren Volley Amriswil  | bd.    |
| 19.10.2019  | 17:30 | Volley Schönenwerd        | 3:1 (25:23, 25:23, 21:25, 32:30)        | Lausanne UC               | bd.    |
| 19.10.2019  | 18:30 | Traktor Basel             | 2:3 (23:25, 25:19, 20:25, 25:21, 12:15) | TSV Jona Volleyball       | bd.    |
| 18.10.2019  | 19:30 | Biogas Volley Näfels      | 1:3 (25:22, 20:25, 20:25, 22:25)        | Chênois Genève Volleyball | 300    |
| 3. KOLEJKA  |       |                           |                                         |                           |        |
| 20.10.2019  | 16:00 | Lindaren Volley Amriswil  | 3:0 (25:21, 25:22, 25:15)               | Traktor Basel             | 465    |
| 20.10.2019  | 18:00 | Biogas Volley Näfels      | 1:3 (24:26, 21:25, 25:23, 15:25)        | Lindaren Volley Luzern    | 350    |
| 20.10.2019  | 17:00 | Lausanne UC               | 3:0 (25:19, 25:14, 25:15)               | Lutry-Lavaux Volleyball   | bd.    |
| 20.10.2019  | 18:00 | TSV Jona Volleyball       | 1:3 (22:25, 16:25, 25:20, 22:25)        | Volley Schönenwerd        | bd.    |
| 4. KOLEJKA  |       |                           |                                         |                           |        |
| 26.10.2019  | 18:00 | Lutry-Lavaux Volleyball   | 0:3 (20:25, 17:25, 21:25)               | Lindaren Volley Amriswil  | bd.    |
| 27.10.2019  | 18:00 | Traktor Basel             | 0:3 (18:25, 16:25, 14:25)               | Volley Schönenwerd        | bd.    |
| 27.10.2019  | 17:00 | Lindaren Volley Luzern    | 3:0 (25:23, 25:18, 32:30)               | Chênois Genève Volleyball | bd.    |
| 26.10.2019  | 18:00 | TSV Jona Volleyball       | 3:1 (18:25, 25:17, 25:18, 25:17)        | Lausanne UC               | bd.    |
| 5. KOLEJKA  |       |                           |                                         |                           |        |
| 02.11.2019  | 17:30 | Lausanne UC               | 3:0 (25:17, 25:17, 25:19)               | Traktor Basel             | bd.    |
| 03.11.2019  | 16:00 | Volley Schönenwerd        | 3:1 (25:23, 23:25, 25:13, 25:18)        | Lindaren Volley Luzern    | 400    |
| 02.11.2019  | 18:00 | Chênois Genève Volleyball | 3:0 (25:22, 25:17, 29:27)               | Lutry-Lavaux Volleyball   | bd.    |
| 02.11.2019  | 18:00 | TSV Jona Volleyball       | 1:3 (13:25, 18:25, 29:27, 16:25)        | Biogas Volley Näfels      | bd.    |
| 6. KOLEJKA  |       |                           |                                         |                           |        |
| 09.11.2019  | 17:00 | Lindaren Volley Amriswil  | 3:2 (25:21, 15:25, 25:13, 17:25, 15:11) | Chênois Genève Volleyball | 590    |
| 09.11.2019  | 18:00 | Lutry-Lavaux Volleyball   | 0:3 (20:25, 26:28, 15:25)               | Volley Schönenwerd        | bd.    |
| 09.11.2019  | 17:00 | Traktor Basel             | 2:3 (25:20, 23:25, 19:25, 27:25, 17:19) | Biogas Volley Näfels      | bd.    |
| 10.11.2019  | 18:00 | TSV Jona Volleyball       | 2:3 (21:25, 21:25, 25:18, 25:18, 15:17) | Lindaren Volley Luzern    | bd.    |
| 7. KOLEJKA  |       |                           |                                         |                           |        |
| 16.11.2019  | 17:00 | Lindaren Volley Amriswil  | 3:2 (25:14, 17:25, 25:22, 21:25, 15:11) | Lausanne UC               | 870    |
| 16.11.2019  | 17:30 | Volley Schönenwerd        | 3:0 (25:18, 25:15, 25:16)               | Chênois Genève Volleyball | 400    |
| 17.11.2019  | 17:00 | Biogas Volley Näfels      | 3:1 (25:12, 25:16, 23:25, 30:28)        | Lutry-Lavaux Volleyball   | 350    |
| 17.11.2019  | 17:00 | Lindaren Volley Luzern    | 0:3 (20:25, 22:25, 20:25)               | Traktor Basel             | bd.    |
| 8. KOLEJKA  |       |                           |                                         |                           |        |
| 23.11.2019  | 17:00 | Lindaren Volley Amriswil  | 3:1 (25:23, 23:25, 28:26, 27:25)        | Biogas Volley Näfels      | 722    |
| 23.11.2019  | 14:30 | Traktor Basel             | 1:3 (25:22, 20:25, 21:25, 20:25)        | Lutry-Lavaux Volleyball   | 250    |
| 23.11.2019  | 18:00 | Chênois Genève Volleyball | 3:1 (25:21, 25:27, 25:21, 25:20)        | TSV Jona Volleyball       | bd.    |
| 24.11.2019  | 17:00 | Lindaren Volley Luzern    | 2:3 (28:26, 16:25, 20:25, 25:21, 12:15) | Lausanne UC               | bd.    |
| 9. KOLEJKA  |       |                           |                                         |                           |        |
| 30.11.2019  | 17:00 | Biogas Volley Näfels      | 0:3 (20:25, 23:25, 18:25)               | Volley Schönenwerd        | 150    |
| 30.11.2019  | 17:30 | Lausanne UC               | 3:1 (25:21, 25:18, 21:25, 25:19)        | Chênois Genève Volleyball | bd.    |
| 30.11.2019  | 18:00 | TSV Jona Volleyball       | 0:3 (20:25, 15:25, 18:25)               | Lindaren Volley Amriswil  | bd.    |
| 30.11.2019  | 18:00 | Lutry-Lavaux Volleyball   | 1:3 (24:26, 19:25, 25:23, 18:25)        | Lindaren Volley Luzern    | bd.    |
| 10. KOLEJKA |       |                           |                                         |                           |        |
| 07.12.2019  | 17:30 | Volley Schönenwerd        | 1:3 (18:25, 25:22, 21:25, 26:28)        | Lindaren Volley Amriswil  | 400    |
| 08.12.2019  | 17:00 | Biogas Volley Näfels      | 1:3 (19:25, 25:23, 19:25, 16:25)        | Lausanne UC               | bd.    |
| 07.12.2019  | 17:00 | Traktor Basel             | 1:3 (25:21, 19:25, 21:25, 18:25)        | Chênois Genève Volleyball | bd.    |
| 07.12.2019  | 18:00 | Lutry-Lavaux Volleyball   | 2:3 (25:21, 19:25, 22:25, 28:26, 13:15) | TSV Jona Volleyball       | bd.    |
| 11. KOLEJKA |       |                           |                                         |                           |        |
| 14.12.2019  | 17:00 | Lindaren Volley Amriswil  | 3:0 (25:19, 25:16, 25:20)               | Lindaren Volley Luzern    | 580    |
| 14.12.2019  | 17:30 | Lausanne UC               | 3:0 (25:19, 25:22, 25:17)               | Volley Schönenwerd        | 300    |
| 14.12.2019  | 18:00 | TSV Jona Volleyball       | 3:0 (25:20, 25:19, 25:18)               | Traktor Basel             | bd.    |
| 14.12.2019  | 18:00 | Chênois Genève Volleyball | 3:2 (27:25, 25:27, 21:25, 25:17, 15:12) | Biogas Volley Näfels      | bd.    |
| 12. KOLEJKA |       |                           |                                         |                           |        |
| 21.12.2019  | 18:00 | Traktor Basel             | 1:3 (17:25, 26:24, 11:25, 18:25)        | Lindaren Volley Amriswil  | bd.    |
| 22.12.2019  | 17:00 | Lindaren Volley Luzern    | 3:0 (25:21, 27:25, 25:20)               | Biogas Volley Näfels      | bd.    |
| 21.12.2019  | 16:00 | Lutry-Lavaux Volleyball   | 1:3 (25:21, 21:25, 18:25, 20:24)        | Lausanne UC               | bd.    |
| 22.12.2019  | 16:00 | Volley Schönenwerd        | 3:0 (25:20, 25:17, 25:16)               | TSV Jona Volleyball       | 600    |
| 13. KOLEJKA |       |                           |                                         |                           |        |
| 04.01.2020  | 17:00 | Lindaren Volley Amriswil  | 3:0 (25:16, 25:11, 25:21)               | Lutry-Lavaux Volleyball   | 775    |
| 04.01.2020  | 17:30 | Volley Schönenwerd        | 3:1 (25:22, 25:16, 24:26, 25:17)        | Traktor Basel             | 700    |
| 04.01.2020  | 18:00 | Chênois Genève Volleyball | 1:3 (27:25, 22:25, 22:25, 19:25)        | Lindaren Volley Luzern    | bd.    |
| 04.01.2020  | 17:30 | Lausanne UC               | 3:2 (25:14, 21:25, 25:15, 27:29, 15:12) | TSV Jona Volleyball       | 250    |
| 14. KOLEJKA |       |                           |                                         |                           |        |
| 11.01.2020  | 17:00 | Traktor Basel             | 0:3 (13:25, 20:25, 20:25)               | Lausanne UC               | bd.    |
| 11.01.2020  | 18:00 | Lindaren Volley Luzern    | 3:2 (17:25, 30:28, 18:25, 25:22, 16:14) | Volley Schönenwerd        | 400    |
| 11.01.2020  | 18:00 | Lutry-Lavaux Volleyball   | 0:3 (12:25, 17:25, 14:25)               | Chênois Genève Volleyball | bd.    |
| 11.01.2020  | 17:00 | Biogas Volley Näfels      | 3:0 (25:22, 25:20, 25:18)               | TSV Jona Volleyball       | bd.    |
| 15. KOLEJKA |       |                           |                                         |                           |        |
| 18.01.2020  | 18:00 | Chênois Genève Volleyball | 3:1 (25:22, 25:21, 23:25, 25:20)        | Lindaren Volley Amriswil  | bd.    |
| 18.01.2020  | 17:30 | Volley Schönenwerd        | 3:0 (25:17, 25:14, 25:22)               | Lutry-Lavaux Volleyball   | 400    |
| 19.01.2020  | 18:00 | Biogas Volley Näfels      | 3:0 (26:24, 25:16, 28:26)               | Traktor Basel             | 350    |
| 19.01.2020  | 17:00 | Lindaren Volley Luzern    | 3:2 (25:17, 25:16, 25:27, 22:25, 15:9)  | TSV Jona Volleyball       | bd.    |
| 16. KOLEJKA |       |                           |                                         |                           |        |
| 25.01.2020  | 17:30 | Lausanne UC               | 1:3 (20:25, 25:22, 22:25, 14:25)        | Lindaren Volley Amriswil  | bd.    |
| 25.01.2020  | 18:00 | Chênois Genève Volleyball | 0:3 (24:26, 15:25, 16:25)               | Volley Schönenwerd        | bd.    |
| 25.01.2020  | 18:00 | Lutry-Lavaux Volleyball   | 2:3 (25:22, 25:19, 16:25, 18:25, 10:15) | Biogas Volley Näfels      | bd.    |
| 26.01.2020  | 17:00 | Traktor Basel             | 1:3 (25:20, 16:25, 16:25, 13:25)        | Lindaren Volley Luzern    | bd.    |
| 17. KOLEJKA |       |                           |                                         |                           |        |
| 01.02.2020  | 17:00 | Biogas Volley Näfels      | 3:1 (25:19, 14:25, 26:24, 25:21)        | Lindaren Volley Amriswil  | 350    |
| 01.02.2020  | 18:00 | Lutry-Lavaux Volleyball   | 0:3 (0:25, 0:25, 0:25)                  | Traktor Basel             | —      |
| 01.02.2020  | 18:00 | TSV Jona Volleyball       | 1:3 (18:25, 27:29, 25:18, 21:25)        | Chênois Genève Volleyball | bd.    |
| 01.02.2020  | 17:30 | Lausanne UC               | 0:3 (20:25, 24:26, 26:28)               | Lindaren Volley Luzern    | 500    |
| 18. KOLEJKA |       |                           |                                         |                           |        |
| 08.02.2020  | 17:30 | Volley Schönenwerd        | 3:1 (25:19, 23:25, 25:14, 25:22)        | Biogas Volley Näfels      | 400    |
| 08.02.2020  | 17:30 | Chênois Genève Volleyball | 3:2 (25:18, 21:25, 20:25, 25:23, 15:13) | Lausanne UC               | bd.    |
| 08.02.2020  | 17:30 | Lindaren Volley Amriswil  | 3:0 (26:24, 25:17, 25:20)               | TSV Jona Volleyball       | 930    |
| 08.02.2020  | 17:30 | Lindaren Volley Luzern    | 3:0 (25:17, 25:11, 25:19)               | Lutry-Lavaux Volleyball   | bd.    |

### Tabela
| Lp. | Drużyna                   | Pkt | Mecze | Mecze | Mecze | Rodzaj wyniku | Rodzaj wyniku | Rodzaj wyniku | Rodzaj wyniku | Rodzaj wyniku | Rodzaj wyniku | Sety | Sety | Sety  | Małe punkty | Małe punkty | Małe punkty |
| Lp. | Drużyna                   | Pkt | M     | W     | P     | 3:0           | 3:1           | 3:2           | 2:3           | 1:3           | 0:3           | wyg. | prz. | stos. | zdob.       | str.        | stos.       |
| --- | ------------------------- | --- | ----- | ----- | ----- | ------------- | ------------- | ------------- | ------------- | ------------- | ------------- | ---- | ---- | ----- | ----------- | ----------- | ----------- |
| 1   | Lindaren Volley Amriswil  | 40  | 16    | 14    | 2     | 8             | 4             | 2             | 0             | 2             | 0             | 44   | 14   | 3.14  | 1377        | 1160        | 1.19        |
| 2   | Volley Schönenwerd        | 37  | 16    | 12    | 4     | 7             | 5             | 0             | 1             | 1             | 2             | 39   | 17   | 2.29  | 1330        | 1162        | 1.14        |
| 3   | Lindaren Volley Luzern    | 31  | 16    | 11    | 5     | 4             | 4             | 3             | 1             | 1             | 3             | 36   | 25   | 1.44  | 1383        | 1335        | 1.04        |
| 4   | Chênois Genève Volleyball | 29  | 16    | 10    | 6     | 3             | 5             | 2             | 1             | 2             | 3             | 34   | 27   | 1.26  | 1380        | 1351        | 1.02        |
| 5   | Lausanne UC               | 27  | 16    | 9     | 7     | 4             | 3             | 2             | 2             | 4             | 1             | 35   | 28   | 1.25  | 1438        | 1339        | 1.07        |
| 6   | Biogas Volley Näfels      | 23  | 16    | 8     | 8     | 2             | 4             | 2             | 1             | 5             | 2             | 31   | 32   | 0.97  | 1436        | 1431        | 1           |
| 7   | TSV Jona Volleyball       | 16  | 16    | 5     | 11    | 1             | 2             | 2             | 3             | 4             | 4             | 25   | 39   | 0.64  | 1348        | 1461        | 0.92        |
| 8   | Traktor Basel             | 8   | 16    | 2     | 14    | 2             | 0             | 0             | 2             | 5             | 7             | 15   | 42   | 0.36  | 1161        | 1297        | 0.9         |
| 9   | Lutry-Lavaux Volleyball   | 5   | 16    | 1     | 15    | 0             | 1             | 0             | 2             | 4             | 9             | 11   | 46   | 0.24  | 1065        | 1382        | 0.77        |

Źródło: Swiss Volley (niem.)
Punktacja: 3:0 i 3:1 – 3 pkt; 3:2 – 2 pkt; 2:3 – 1 pkt; 1:3 i 0:3 – 0 pkt
Zasady ustalania kolejności: 1. liczba punktów; 2. stosunek setów; 3. stosunek małych punktów; 4. bilans w bezpośrednich meczach

## Faza play-off

### Drabinka
|  |              |                           |              |                        |              |              |              |   |                          |           |           |           |           |           |           |           |  |  |        |        |        |        |        |        |        |
|  | Ćwierćfinały | Ćwierćfinały              | Ćwierćfinały | Ćwierćfinały           | Ćwierćfinały | Ćwierćfinały | Ćwierćfinały |   |                          | Półfinały | Półfinały | Półfinały | Półfinały | Półfinały | Półfinały | Półfinały |  |  | Finały | Finały | Finały | Finały | Finały | Finały | Finały |
|  | Ćwierćfinały | Ćwierćfinały              | Ćwierćfinały | Ćwierćfinały           | Ćwierćfinały | Ćwierćfinały | Ćwierćfinały |   |                          | Półfinały | Półfinały | Półfinały | Półfinały | Półfinały | Półfinały | Półfinały |  |  | Finały | Finały | Finały | Finały | Finały | Finały | Finały |
|  |              |                           |              |                        |              |              |              |   |                          |           |           |           |           |           |           |           |  |  |        |        |        |        |        |        |        |
|  |              |                           |              |                        |              |              |              |   |                          |           |           |           |           |           |           |           |  |  |        |        |        |        |        |        |        |
|  | 1            | Lindaren Volley Amriswil  | 3            | 3                      | 3            |              |              |   |                          |           |           |           |           |           |           |           |  |  |        |        |        |        |        |        |        |
|  | 1            | Lindaren Volley Amriswil  | 3            | 3                      | 3            |              |              |   |                          |           |           |           |           |           |           |           |  |  |        |        |        |        |        |        |        |
|  | 8            | Traktor Basel             | 0            | 1                      | 0            |              |              |   |                          |           |           |           |           |           |           |           |  |  |        |        |        |        |        |        |        |
|  | 8            | Traktor Basel             | 0            | 1                      | 0            |              |              | 1 | Lindaren Volley Amriswil | –         | –         | –         | –         | –         |           |           |  |  |        |        |        |        |        |        |        |
|  |              |                           |              |                        |              |              |              | 1 | Lindaren Volley Amriswil | –         | –         | –         | –         | –         |           |           |  |  |        |        |        |        |        |        |        |
|  |              |                           | 5            | Lausanne UC            | –            | –            | –            | – | –                        |           |           |           |           |           |           |           |  |  |        |        |        |        |        |        |        |
|  | 4            | Chênois Genève Volleyball | 5            | Lausanne UC            | –            | –            | –            | – | –                        | 3         | 0         | 1         | 0         |           |           |           |  |  |        |        |        |        |        |        |        |
|  | 4            | Chênois Genève Volleyball |              |                        |              |              |              |   |                          |           |           | 1         | 0         |           |           |           |  |  |        |        |        |        |        |        |        |
|  | 5            | Lausanne UC               | 1            | 3                      | 3            | 3            |              |   |                          |           |           |           |           |           |           |           |  |  |        |        |        |        |        |        |        |
|  | 5            | Lausanne UC               | 1            | 3                      | 3            | 3            |              |   | —                        | —         | –         | –         | –         | –         | –         |           |  |  |        |        |        |        |        |        |        |
|  |              |                           |              |                        |              |              |              |   |                          |           |           |           |           |           |           |           |  |  |        |        |        |        |        |        |        |
|  |              |                           | —            | —                      | –            | –            | –            | – | –                        |           |           |           |           |           |           |           |  |  |        |        |        |        |        |        |        |
|  | 2            | Volley Schönenwerd        | —            | —                      | –            | –            | –            | – | –                        | 3         | 3         | 3         |           |           |           |           |  |  |        |        |        |        |        |        |        |
|  | 2            | Volley Schönenwerd        |              |                        |              |              |              |   |                          |           |           | 3         |           |           |           |           |  |  |        |        |        |        |        |        |        |
|  | 7            | TSV Jona Volleyball       | 0            | 1                      | 0            |              |              |   |                          |           |           |           |           |           |           |           |  |  |        |        |        |        |        |        |        |
|  | 7            | TSV Jona Volleyball       | 0            | 1                      | 0            |              |              | 2 | Volley Schönenwerd       | –         | –         | –         | –         | –         |           |           |  |  |        |        |        |        |        |        |        |
|  |              |                           |              |                        |              |              |              | 2 | Volley Schönenwerd       | –         | –         | –         | –         | –         |           |           |  |  |        |        |        |        |        |        |        |
|  |              |                           | 3            | Lindaren Volley Luzern | –            | –            | –            | – | –                        |           |           |           |           |           |           |           |  |  |        |        |        |        |        |        |        |
|  | 3            | Lindaren Volley Luzern    | 3            | Lindaren Volley Luzern | –            | –            | –            | – | –                        | 3         | 2         | 3         | 3         |           |           |           |  |  |        |        |        |        |        |        |        |
|  | 3            | Lindaren Volley Luzern    |              |                        |              |              |              |   |                          |           |           | 3         | 3         |           |           |           |  |  |        |        |        |        |        |        |        |
|  | 6            | Biogas Volley Näfels      | 2            | 3                      | 0            | 1            |              |   |                          |           |           |           |           |           |           |           |  |  |        |        |        |        |        |        |        |
|  | 6            | Biogas Volley Näfels      | 2            | 3                      | 0            | 1            |              |   |                          |           |           |           |           |           |           |           |  |  |        |        |        |        |        |        |        |

|  |                     |                           |                     |                     |                     |   |   |                    |                    |                    |                    |                    |
|  | Mecze o miejsca 5-8 | Mecze o miejsca 5-8       | Mecze o miejsca 5-8 | Mecze o miejsca 5-8 | Mecze o miejsca 5-8 |   |   | Mecze o 5. miejsce | Mecze o 5. miejsce | Mecze o 5. miejsce | Mecze o 5. miejsce | Mecze o 5. miejsce |
|  | Mecze o miejsca 5-8 | Mecze o miejsca 5-8       | Mecze o miejsca 5-8 | Mecze o miejsca 5-8 | Mecze o miejsca 5-8 |   |   | Mecze o 5. miejsce | Mecze o 5. miejsce | Mecze o 5. miejsce | Mecze o 5. miejsce | Mecze o 5. miejsce |
|  |                     |                           |                     |                     |                     |   |   |                    |                    |                    |                    |                    |
|  |                     |                           |                     |                     |                     |   |   |                    |                    |                    |                    |                    |
|  | 4                   | Chênois Genève Volleyball | –                   | –                   | –                   |   |   |                    |                    |                    |                    |                    |
|  | 4                   | Chênois Genève Volleyball | –                   | –                   | –                   |   |   |                    |                    |                    |                    |                    |
|  | 8                   | Traktor Basel             | –                   | –                   | –                   |   |   |                    |                    |                    |                    |                    |
|  | 8                   | Traktor Basel             | –                   | –                   | –                   |   |   | —                  | —                  | –                  | –                  | –                  |
|  |                     |                           |                     |                     |                     |   |   | —                  | —                  | –                  | –                  | –                  |
|  |                     |                           | —                   | —                   | –                   | – | – |                    |                    |                    |                    |                    |
|  | 6                   | Biogas Volley Näfels      | —                   | —                   | –                   | – | – | –                  | –                  | –                  |                    |                    |
|  | 6                   | Biogas Volley Näfels      |                     |                     |                     |   |   |                    |                    | –                  |                    |                    |
|  | 7                   | TSV Jona Volleyball       | –                   | –                   | –                   |   |   |                    |                    |                    |                    |                    |
|  | 7                   | TSV Jona Volleyball       | –                   | –                   | –                   |   |   |                    |                    |                    |                    |                    |
|  |                     |                           |                     |                     |                     |   |   |                    |                    |                    |                    |                    |

### I runda

#### Ćwierćfinały
(do trzech zwycięstw)
| Data                          | Godz.                         | Gospodarz                     | Rezultat                                | Gość                      | Widzów                   |
| ----------------------------- | ----------------------------- | ----------------------------- | --------------------------------------- | ------------------------- | ------------------------ |
| Lindaren Volley Amriswil (1)  | Lindaren Volley Amriswil (1)  | Lindaren Volley Amriswil (1)  | 3 – 0                                   | (8) Traktor Basel         | (8) Traktor Basel        |
| 15.02.2020                    | 17:00                         | Lindaren Volley Amriswil      | 3:0 (25:18, 25:22, 25:19)               | Traktor Basel             | 560                      |
| 22.02.2020                    | 17:00                         | Traktor Basel                 | 1:3 (25:22, 16:25, 18:25, 24:26)        | Lindaren Volley Amriswil  | 150                      |
| 26.02.2020                    | 19:00                         | Lindaren Volley Amriswil      | 3:0 (25:14, 25:16, 25:15)               | Traktor Basel             | 675                      |
| Chênois Genève Volleyball (4) | Chênois Genève Volleyball (4) | Chênois Genève Volleyball (4) | 1 – 3                                   | (5) Lausanne UC           | (5) Lausanne UC          |
| 15.02.2020                    | 18:00                         | Chênois Genève Volleyball     | 3:1 (25:17, 29:27, 20:25, 25:22)        | Lausanne UC               | bd.                      |
| 22.02.2020                    | 17:30                         | Lausanne UC                   | 3:0 (25:23, 25:18, 25:18)               | Chênois Genève Volleyball | 600                      |
| 26.02.2020                    | 20:00                         | Chênois Genève Volleyball     | 1:3 (32:34, 25:23, 22:25, 21:25)        | Lausanne UC               | bd.                      |
| 29.02.2020                    | 17:30                         | Lausanne UC                   | 3:0 (25:17, 25:19, 25:17)               | Chênois Genève Volleyball | 850                      |
| Volley Schönenwerd (2)        | Volley Schönenwerd (2)        | Volley Schönenwerd (2)        | 3 – 0                                   | (7) TSV Jona Volleyball   | (7) TSV Jona Volleyball  |
| 15.02.2020                    | 17:30                         | Volley Schönenwerd            | 3:0 (25:19, 25:15, 26:24)               | TSV Jona Volleyball       | 250                      |
| 22.02.2020                    | 18:00                         | TSV Jona Volleyball           | 1:3 (25:22, 15:25, 17:25, 20:25)        | Volley Schönenwerd        | bd.                      |
| 26.02.2020                    | 19:30                         | Volley Schönenwerd            | 3:0 (25:13, 25:18, 25:20)               | TSV Jona Volleyball       | 300                      |
| Lindaren Volley Luzern (3)    | Lindaren Volley Luzern (3)    | Lindaren Volley Luzern (3)    | 3 – 1                                   | (6) Biogas Volley Näfels  | (6) Biogas Volley Näfels |
| 16.02.2020                    | 17:00                         | Lindaren Volley Luzern        | 3:2 (26:24, 25:15, 24:26, 24:26, 15:9)  | Biogas Volley Näfels      | bd.                      |
| 22.02.2020                    | 18:00                         | Biogas Volley Näfels          | 3:2 (25:20, 25:22, 19:25, 25:27, 15:13) | Lindaren Volley Luzern    | 600                      |
| 26.02.2020                    | 19:30                         | Lindaren Volley Luzern        | 3:0 (25:20, 25:22, 25:23)               | Biogas Volley Näfels      | bd.                      |
| 29.02.2020                    | 18:00                         | Biogas Volley Näfels          | 1:3 (25:22, 23:25, 17:25, 19:25)        | Lindaren Volley Luzern    | bd.                      |

### II runda

#### Półfinały
(do trzech zwycięstw)
Ze względu na odwołanie rozgrywek w dniu 13 marca 2020 roku w związku z szerzeniem się zakażeń wirusem SARS-CoV-2 półfinały nie odbyły się. 
| Data                         | Godz.                        | Gospodarz                    | Rezultat        | Gość                       | Widzów                     |
| ---------------------------- | ---------------------------- | ---------------------------- | --------------- | -------------------------- | -------------------------- |
| Lindaren Volley Amriswil (1) | Lindaren Volley Amriswil (1) | Lindaren Volley Amriswil (1) | mecze anulowane | (5) Lausanne UC            | (5) Lausanne UC            |
| Volley Schönenwerd (2)       | Volley Schönenwerd (2)       | Volley Schönenwerd (2)       | mecze anulowane | (3) Lindaren Volley Luzern | (3) Lindaren Volley Luzern |

#### Mecze o miejsca 5-8
(do dwóch zwycięstw)
Ze względu na odwołanie rozgrywek w dniu 13 marca 2020 roku w związku z szerzeniem się zakażeń wirusem SARS-CoV-2 mecze o miejsca 5-8 nie odbyły się. 
| Data                          | Godz.                         | Gospodarz                     | Rezultat        | Gość                    | Widzów                  |
| ----------------------------- | ----------------------------- | ----------------------------- | --------------- | ----------------------- | ----------------------- |
| Chênois Genève Volleyball (4) | Chênois Genève Volleyball (4) | Chênois Genève Volleyball (4) | mecze anulowane | (8) Traktor Basel       | (8) Traktor Basel       |
| Biogas Volley Näfels (6)      | Biogas Volley Näfels (6)      | Biogas Volley Näfels (6)      | mecze anulowane | (7) TSV Jona Volleyball | (7) TSV Jona Volleyball |

### III runda

#### Finały
(do trzech zwycięstw)
Ze względu na odwołanie rozgrywek w dniu 13 marca 2020 roku w związku z szerzeniem się zakażeń wirusem SARS-CoV-2 finały nie odbyły się.

#### Mecze o 3. miejsce
(do dwóch zwycięstw)
Ze względu na odwołanie rozgrywek w dniu 13 marca 2020 roku w związku z szerzeniem się zakażeń wirusem SARS-CoV-2 mecze o 3. miejsce nie odbyły się. 

#### Mecze o 5. miejsce
(do dwóch zwycięstw)
Ze względu na odwołanie rozgrywek w dniu 13 marca 2020 roku w związku z szerzeniem się zakażeń wirusem SARS-CoV-2 mecze o 5. miejsce nie odbyły się.

#### Mecze o 7. miejsce
(do dwóch zwycięstw)
Ze względu na odwołanie rozgrywek w dniu 13 marca 2020 roku w związku z szerzeniem się zakażeń wirusem SARS-CoV-2 mecze o 7. miejsce nie odbyły się.

## Klasyfikacja końcowa
Szwajcarski Związek Piłki Siatkowej zdecydował, że nie zostanie przyznany tytuł mistrza Szwajcarii. Klasyfikacja końcowa została ustalona na podstawie wyników fazy zasadniczej.
| Pozycja | Drużyna                   |
| ------- | ------------------------- |
| 1.      | Lindaren Volley Amriswil  |
| 2.      | Volley Schönenwerd        |
| 3.      | Lindaren Volley Luzern    |
| 4.      | Chênois Genève Volleyball |
| 5.      | Lausanne UC               |
| 6.      | Biogas Volley Näfels      |
| 7.      | TSV Jona Volleyball       |
| 8.      | Traktor Basel             |
| 9.      | Lutry-Lavaux Volleyball   |

| Uwaga: Klub Lutry-Lavaux Volleyball wycofał się z Nationalliga A i w sezonie 2020/2021 zgłosił się do Nationalliga B. |

     Liga Mistrzów 2020/2021 – kwalifikacje
     Puchar CEV 2020/2021
     Puchar Challenge 2020/2021

## Statystyki

### Sety, małe punkty i liczba widzów
| Kolejka/Faza                                  | Mecze                                         | Sety (średnio na mecz)                        | Sety (średnio na mecz)                        | Małe punkty (średnio na set)                  | Małe punkty (średnio na set)                  | Kolejka/Faza                  | Mecze                         | Sety (średnio na mecz)        | Sety (średnio na mecz)        | Małe punkty (średnio na set)  | Małe punkty (średnio na set)  |
| --------------------------------------------- | --------------------------------------------- | --------------------------------------------- | --------------------------------------------- | --------------------------------------------- | --------------------------------------------- | ----------------------------- | ----------------------------- | ----------------------------- | ----------------------------- | ----------------------------- | ----------------------------- |
| Faza zasadnicza                               |                                               |                                               |                                               |                                               |                                               |                               |                               |                               |                               |                               |                               |
| 1                                             | 4                                             | 14                                            | 3,50                                          | 654                                           | 46,71                                         | 10                            | 4                             | 17                            | 4,25                          | 765                           | 45,00                         |
| 2                                             | 4                                             | 16                                            | 4,00                                          | 732                                           | 45,75                                         | 11                            | 4                             | 14                            | 3,50                          | 614                           | 43,86                         |
| 3                                             | 4                                             | 14                                            | 3,50                                          | 620                                           | 44,29                                         | 12                            | 4                             | 14                            | 3,50                          | 621                           | 44,36                         |
| 4                                             | 4                                             | 13                                            | 3,25                                          | 579                                           | 44,54                                         | 13                            | 4                             | 16                            | 4,00                          | 701                           | 43,81                         |
| 5                                             | 4                                             | 14                                            | 3,50                                          | 628                                           | 44,86                                         | 14                            | 4                             | 14                            | 3,50                          | 601                           | 42,93                         |
| 6                                             | 4                                             | 18                                            | 4,50                                          | 766                                           | 42,56                                         | 15                            | 4                             | 15                            | 3,75                          | 665                           | 44,33                         |
| 7                                             | 4                                             | 15                                            | 3,75                                          | 645                                           | 43,00                                         | 16                            | 4                             | 16                            | 4,00                          | 674                           | 42,13                         |
| 8                                             | 4                                             | 17                                            | 4,25                                          | 787                                           | 46,29                                         | 17                            | 4                             | 14                            | 3,50                          | 591                           | 42,21                         |
| 9                                             | 4                                             | 14                                            | 3,50                                          | 628                                           | 44,86                                         | 18                            | 4                             | 15                            | 3,75                          | 647                           | 43,13                         |
| Podsumowanie rundy pierwszej (po 9 kolejkach) | Podsumowanie rundy pierwszej (po 9 kolejkach) | Podsumowanie rundy pierwszej (po 9 kolejkach) | Podsumowanie rundy pierwszej (po 9 kolejkach) | Podsumowanie rundy pierwszej (po 9 kolejkach) | Podsumowanie rundy pierwszej (po 9 kolejkach) | Podsumowanie rundy rewanżowej | Podsumowanie rundy rewanżowej | Podsumowanie rundy rewanżowej | Podsumowanie rundy rewanżowej | Podsumowanie rundy rewanżowej | Podsumowanie rundy rewanżowej |
| 1-9                                           | 36                                            | 135                                           | 3,75                                          | 6039                                          | 44,73                                         | 10-18                         | 36                            | 135                           | 3,75                          | 5879                          | 43,55                         |
| Faza play-off                                 |                                               |                                               |                                               |                                               |                                               |                               |                               |                               |                               |                               |                               |
| Ćwierćfinały                                  | 14                                            | 51                                            | 3,64                                          | 2279                                          | 44,69                                         | O miejsca 5-8                 | —                             | —                             | —                             | —                             | —                             |
| Półfinały                                     | —                                             | —                                             | —                                             | —                                             | —                                             | O 7. miejsce                  | —                             | —                             | —                             | —                             | —                             |
| O 3. miejsce                                  | —                                             | —                                             | —                                             | —                                             | —                                             | O 5. miejsce                  | —                             | —                             | —                             | —                             | —                             |
| Finały                                        | —                                             | —                                             | —                                             | —                                             | —                                             |                               |                               |                               |                               |                               |                               |
| Podsumowanie sezonu                           |                                               |                                               |                                               |                                               |                                               |                               |                               |                               |                               |                               |                               |
| Faza zasadnicza                               | Faza zasadnicza                               | Faza zasadnicza                               | Faza zasadnicza                               | Faza zasadnicza                               | Faza zasadnicza                               | Faza zasadnicza               | 72                            | 270                           | 3,75                          | 11 918                        | 44,14                         |
| Faza play-off                                 | Faza play-off                                 | Faza play-off                                 | Faza play-off                                 | Faza play-off                                 | Faza play-off                                 | Faza play-off                 | 14                            | 51                            | 3,64                          | 2279                          | 44,69                         |
| Razem                                         | Razem                                         | Razem                                         | Razem                                         | Razem                                         | Razem                                         | Razem                         | 86                            | 321                           | 3,73                          | 14 197                        | 44,23                         |

### Ranking najlepiej punktujących zawodników
| Rk | Zawodnik                                   | A   | Z  | B  | Pkt |
| -- | ------------------------------------------ | --- | -- | -- | --- |
| 1  | Edvarts Buivids (Lindaren Volley Luzern)   | 244 | 38 | 22 | 304 |
| 2  | Quentin Zeller (Chênois Genève Volleyball) | 198 | 25 | 22 | 245 |
| 3  | Adrien Prével (Lausanne UC)                | 179 | 34 | 23 | 236 |
| 4  | Marcin Ernastowicz (Volley Schönenwerd)    | 187 | 27 | 15 | 229 |
| 5  | Taavi Nõmmistu (Biogas Volley Näfels)      | 194 | 10 | 18 | 222 |
| 6  | Thomas Zass (Lindaren Volley Amriswil)     | 186 | 12 | 14 | 212 |
| 7  | Johan Lin (Lutry-Lavaux Volleyball)        | 187 | 10 | 14 | 211 |
| 8  | Ramon Caviezel (TSV Jona Volleyball)       | 164 | 25 | 12 | 201 |
| 9  | Jonathan Jordan (Traktor Basel)            | 168 | 7  | 5  | 180 |

Źródło: 

## Składy drużyn
| Biogas Volley Näfels            | Biogas Volley Näfels             | Biogas Volley Näfels | Biogas Volley Näfels | Biogas Volley Näfels |
| Nr                              | Imię i nazwisko                  | Data ur.             | Wzrost               | Pozycja              |
| ------------------------------- | -------------------------------- | -------------------- | -------------------- | -------------------- |
| 1                               | Lorenz Küng                      | 20.04.1999           | 187                  | przyjmujący          |
| 2                               | Atanasios Marulis                | 09.07.1988           | 186                  | rozgrywający         |
| 3                               | Taavi Nõmmistu                   | 10.06.1991           | 201                  | atakujący            |
| 4                               | Gabrieł Dimitrow (od 10.12.2019) | 01.10.2001           | 200                  | środkowy             |
| 5                               | Etienne Hagenbuch                | 21.03.1994           | 180                  | libero               |
| 6                               | Nico Süess                       | 05.03.1999           | 194                  | przyjmujący          |
| 7                               | Damian Hudzik                    | 15.05.1998           | 203                  | środkowy             |
| 8                               | Colin Fraser                     | 14.01.1996           | 196                  | przyjmujący          |
| 9                               | Nikolas Papangelopulos           | 17.11.1988           | 202                  | środkowy             |
| 10                              | Kai Aebli                        | 18.11.1996           | 193                  | rozgrywający         |
| 11                              | Marco Gygli                      | 21.05.1987           | 183                  | rozgrywający         |
| 12                              | Michał Godlewski                 | 12.05.1998           | 201                  | atakujący            |
| 13                              | Ernest Plizga                    | 27.12.1993           | 195                  | przyjmujący          |
| 14                              | Severin Huber (1)                | 19.02.1999           | 193                  | środkowy             |
| 14                              | David Aebli (1)                  | 19.09.1999           | 192                  | przyjmujący          |
| 14                              | Olivier Müller (1)               | 26.11.1992           | 173                  | libero               |
| Trenerzy                        |                                  |                      |                      |                      |
|                                 | Oskar Kaczmarczyk                | Trener               | Trener               | Trener               |
|                                 | Marco Gygli                      | Asystent trenera     | Asystent trenera     | Asystent trenera     |
| (1) Zawodnik z drugiej drużyny. |                                  |                      |                      |                      |

| Lausanne UC | Lausanne UC            | Lausanne UC      | Lausanne UC      | Lausanne UC      |
| Nr          | Imię i nazwisko        | Data ur.         | Wzrost           | Pozycja          |
| ----------- | ---------------------- | ---------------- | ---------------- | ---------------- |
| 2           | Jonathan Kaeser        | 27.11.1994       | 196              | atakujący        |
| 3           | Joonas Jokela          | 12.12.1998       | 202              | atakujący        |
| 5           | Radiša Stevanović      | 29.03.1990       | 203              | środkowy         |
| 6           | Björn Höhne            | 27.03.1991       | 193              | przyjmujący      |
| 7           | Dennis Del Valle       | 27.01.1989       | 175              | libero           |
| 10          | Reto Pfund             | 11.04.1998       | 191              | rozgrywający     |
| 11          | Damien Sommer          | 11.06.1992       | 200              | środkowy         |
| 12          | Karim Zerika           | 02.12.1996       | 199              | środkowy         |
| 13          | Peer Harksen           | 30.12.1995       | 194              | rozgrywający     |
| 15          | Mathias Montavon       | 15.12.1997       | 192              | przyjmujący      |
| 16          | Tim Ineichen           | 06.08.2001       | 180              | libero           |
| 20          | Adrien Prével          | 29.04.1986       | 197              | przyjmujący      |
| Trenerzy    |                        |                  |                  |                  |
|             | Massimiliano Giaccardi | Trener           | Trener           | Trener           |
|             | Pierre Berger          | Asystent trenera | Asystent trenera | Asystent trenera |

| Lindaren Volley Amriswil        | Lindaren Volley Amriswil      | Lindaren Volley Amriswil | Lindaren Volley Amriswil | Lindaren Volley Amriswil |
| Nr                              | Imię i nazwisko               | Data ur.                 | Wzrost                   | Pozycja                  |
| ------------------------------- | ----------------------------- | ------------------------ | ------------------------ | ------------------------ |
| 1                               | Nikolaj Hjorth                | 13.03.1998               | 190                      | przyjmujący              |
| 2                               | Michal Petráš                 | 05.12.1996               | 191                      | przyjmujący              |
| 3                               | Matthew Yoshimoto             | 04.03.1997               | 196                      | rozgrywający             |
| 4                               | Luca Weber                    | 19.03.2003               | 188                      | rozgrywający             |
| 5                               | Luca Müller                   | 08.05.1993               | 190                      | libero                   |
| 6                               | Fabrice Egger (1)             | 30.09.2001               | 196                      | rozgrywający             |
| 7                               | Ramon Diem                    | 16.06.2002               | 175                      | libero                   |
| 8                               | Georg Escher                  | 08.12.1994               | 204                      | środkowy                 |
| 9                               | Thomas Zass                   | 27.11.1989               | 193                      | atakujący                |
| 10                              | Bogdan Olefir                 | 10.06.1990               | 201                      | przyjmujący              |
| 11                              | Rajko Strugar (od 25.10.2019) | 11.04.1995               | 193                      | rozgrywający             |
| 12                              | Alexander Lengweiler (1)      | 20.06.2001               | 198                      | środkowy                 |
| 14                              | Jovan Djokic                  | 21.12.1993               | 190                      | przyjmujący              |
| 15                              | Julian Weisigk                | 16.02.2000               | 196                      | atakujący                |
| 16                              | Joel Maag                     | 20.06.1998               | 201                      | środkowy                 |
| 17                              | Thomas Brändli                | 12.05.1991               | 200                      | środkowy                 |
| Trenerzy                        |                               |                          |                          |                          |
|                                 | Marko Klok                    | Trener                   | Trener                   | Trener                   |
|                                 | Matevž Kamnik                 | Asystent trenera         | Asystent trenera         | Asystent trenera         |
| (1) Zawodnik z drugiej drużyny. |                               |                          |                          |                          |

| Lindaren Volley Luzern                                                             | Lindaren Volley Luzern | Lindaren Volley Luzern | Lindaren Volley Luzern | Lindaren Volley Luzern |
| Nr                                                                                 | Imię i nazwisko        | Data ur.               | Wzrost                 | Pozycja                |
| ---------------------------------------------------------------------------------- | ---------------------- | ---------------------- | ---------------------- | ---------------------- |
| 1                                                                                  | Jörg Gautschi          | 03.11.1984             | 163                    | libero                 |
| 2                                                                                  | Darko Mladenovic       | 01.06.2001             | 190                    | przyjmujący            |
| 3                                                                                  | Luca Widmer            | 31.07.1997             | 192                    | rozgrywający           |
| 4                                                                                  | Tim Von Wyl            | 11.07.2002             | 174                    | libero                 |
| 6                                                                                  | Dominik Ulrich         | 03.03.1996             | 200                    | środkowy               |
| 9                                                                                  | Nick Amstutz           | 23.08.1993             | 194                    | środkowy               |
| 10                                                                                 | Tim Köpfli             | 14.05.1996             | 193                    | przyjmujący            |
| 11                                                                                 | Marcel Häfliger (1)    | 07.09.1988             | 199                    | środkowy               |
| 12                                                                                 | Dominik Fořt           | 17.09.1989             | 190                    | przyjmujący            |
| 13                                                                                 | Mathis Jucker          | 31.01.1998             | 185                    | rozgrywający           |
| 14                                                                                 | Anes Perezic           | 20.08.1999             | 203                    | atakujący              |
| 15                                                                                 | Shonari Hepburn        | 19.05.1993             | 201                    | środkowy               |
| 16                                                                                 | Stig Döös              | 16.01.1996             | 190                    | przyjmujący            |
| 18                                                                                 | Edvarts Buivids        | 04.12.1993             | 200                    | atakujący              |
| Trenerzy                                                                           |                        |                        |                        |                        |
|                                                                                    | Liam Sketcher          | Trener                 | Trener                 | Trener                 |
|                                                                                    | Marius Birrer          | Asystent trenera       | Asystent trenera       | Asystent trenera       |
| (1) Marcel Häfliger występował wyłącznie w trzech ostatnich meczach fazy play-off. |                        |                        |                        |                        |

| Lutry-Lavaux Volleyball                                                                               | Lutry-Lavaux Volleyball              | Lutry-Lavaux Volleyball | Lutry-Lavaux Volleyball | Lutry-Lavaux Volleyball |
| Nr | Imię i nazwisko                      | Data ur.                | Wzrost                  | Pozycja                 |
| --- | ------------------------------------ | ----------------------- | ----------------------- | ----------------------- |
| 1 | Tim Taylor                           | 13.02.1995              | 195                     | przyjmujący             |
| 2 | Pierre Secrétan                      | 09.04.1995              | 198                     | środkowy                |
| 3 | Romain Durussel (1)                  | 16.01.2003              | 179                     | przyjmujący             |
| 4 | Florian Pittet                       | 01.02.1999              | 190                     | przyjmujący             |
| 5 | Luca Ineichen                        | 21.07.1998              | 186                     | rozgrywający            |
| 6 | Troy McKenzie (2)                    | 30.07.1972              | 190                     | przyjmujący             |
| 7 | Marc Briquet                         | 28.09.1991              | 181                     | rozgrywający            |
| 8 | Johan Lin                            | 20.01.1996              | 198                     | atakujący               |
| 9 | Gaétan Jauffret                      | 20.05.1996              | 190                     | przyjmujący             |
| 10 | Basile Schiffer                      | 09.01.1994              | 178                     | libero                  |
| 12 | Frederic Maulat                      | 21.06.1989              | 202                     | środkowy                |
| 14 | Abdessamad Benbekkar (od 10.01.2020) | 18.11.1985              | 204                     | środkowy                |
| 15 | Nicolas Patrouilleau                 | 20.07.1984              | 189                     | libero                  |
| 17 | Jean-Robert Rémy                     | 31.03.1985              | 194                     | środkowy                |
| Trenerzy                                                                                              |                                      |                         |                         |                         |
| | Jérôme Corda                         | Trener                  | Trener                  | Trener                  |
| | Jérémie Rosset                       | Asystent trenera        | Asystent trenera        | Asystent trenera        |
| (1) Zawodnik drużyny juniorskiej. (2) Troy McKenzie wspomagał drużynę tylko w niektórych spotkaniach. |                                      |                         |                         |                         |

| Traktor Basel                   | Traktor Basel                | Traktor Basel    | Traktor Basel    | Traktor Basel    |
| Nr                              | Imię i nazwisko              | Data ur.         | Wzrost           | Pozycja          |
| ------------------------------- | ---------------------------- | ---------------- | ---------------- | ---------------- |
| 4                               | Bruno Jukic                  | 11.05.1998       | 193              | środkowy         |
| 5                               | Lars Ulrich                  | 23.09.1999       | 196              | rozgrywający     |
| 6                               | Piero Müller                 | 08.11.1999       | 191              | atakujący        |
| 8                               | Jonathan Jordan              | 21.05.2000       | 185              | przyjmujący      |
| 9                               | Nathan Broch                 | 05.04.2000       | 193              | przyjmujący      |
| 10                              | Kaspar Bürge                 | 08.07.1993       | 180              | rozgrywający     |
| 11                              | Loïc Ottet                   | 06.12.1994       | 198              | rozgrywający     |
| 12                              | Lukas Hasler                 | 17.04.2002       | 175              | libero           |
| 13                              | Irian Mika                   | 22.12.1997       | 192              | przyjmujący      |
| 14                              | Samuel Ehrat                 | 20.04.1992       | 200              | środkowy         |
| 16                              | Michael Moor                 | 06.10.1985       | 184              | przyjmujący      |
| 18                              | Dario Schmid                 | 23.09.1997       | 190              | atakujący        |
| 19                              | Jann Dillier (1)             | 03.10.1999       | 182              | przyjmujący      |
| 19                              | David John (1)               | 25.08.1999       | 177              | rozgrywający     |
| 19                              | Lorin Rehn (1)               | 02.11.2001       | 187              | przyjmujący      |
| Odeszli w trakcie sezonu        |                              |                  |                  |                  |
| 2                               | Amar Brodlić (do 27.11.2019) | 04.08.1997       | 190              | środkowy         |
| Trenerzy                        |                              |                  |                  |                  |
|                                 | Daniel Rocamora              | Trener           | Trener           | Trener           |
|                                 | Marc Fischer                 | Asystent trenera | Asystent trenera | Asystent trenera |
| (1) Zawodnik z drugiej drużyny. |                              |                  |                  |                  |

| TSV Jona Volleyball             | TSV Jona Volleyball  | TSV Jona Volleyball | TSV Jona Volleyball | TSV Jona Volleyball |
| Nr                              | Imię i nazwisko      | Data ur.            | Wzrost              | Pozycja             |
| ------------------------------- | -------------------- | ------------------- | ------------------- | ------------------- |
| 1                               | Lars Bischof         | 01.09.1996          | 175                 | libero              |
| 2                               | Kilian Kasper        | 02.03.1997          | 192                 | atakujący           |
| 3                               | Fabian Brander       | 16.04.1987          | 197                 | przyjmujący         |
| 4                               | Gian-Reto Riedi      | 12.06.1992          | 190                 | przyjmujący         |
| 5                               | Grayson Overman      | 06.03.1991          | 198                 | środkowy            |
| 6                               | Remo Spahr           | 14.06.1994          | 186                 | przyjmujący         |
| 7                               | Tobias Kistler (1)   | 29.04.2001          | 184                 | przyjmujący         |
| 8                               | Filip Habr           | 27.04.1988          | 202                 | rozgrywający        |
| 9                               | Ramon Caviezel       | 09.09.1998          | 198                 | przyjmujący         |
| 10                              | Mitch Beal           | 02.11.1992          | 200                 | atakujący           |
| 11                              | Timon Mäder          | 31.03.2000          | 193                 | rozgrywający        |
| 12                              | Linus Birchler       | 04.03.1998          | 205                 | środkowy            |
| 15                              | Luca Beeler (1)      | 28.12.1994          | 188                 | przyjmujący         |
| 15                              | Simon Margot (1)     | 07.06.2001          | 199                 | środkowy            |
| 17                              | Florian Heidrich (1) | 14.02.1990          | 197                 | środkowy            |
| 18                              | Moritz Bolli         | 10.04.1990          | 194                 | środkowy            |
| 20                              | Samuel Blaser        | 24.08.1999          | 180                 | libero              |
| Trenerzy                        |                      |                     |                     |                     |
|                                 | Dalibor Polák        | Trener              | Trener              | Trener              |
|                                 | Urs Winteler         | Asystent trenera    | Asystent trenera    | Asystent trenera    |
| (1) Zawodnik z drugiej drużyny. |                      |                     |                     |                     |

| Volley Schönenwerd              | Volley Schönenwerd               | Volley Schönenwerd | Volley Schönenwerd | Volley Schönenwerd |
| Nr                              | Imię i nazwisko                  | Data ur.           | Wzrost             | Pozycja            |
| ------------------------------- | -------------------------------- | ------------------ | ------------------ | ------------------ |
| 1                               | Yves Roth                        | 08.05.1997         | 199                | atakujący          |
| 2                               | Janick Sommer                    | 27.10.1989         | 195                | środkowy           |
| 3                               | Julian Fischer                   | 04.11.1996         | 173                | libero             |
| 4                               | Christopher Frame                | 17.04.1996         | 198                | środkowy           |
| 5                               | Luca Ulrich                      | 12.01.1997         | 196                | przyjmujący        |
| 6                               | Luca Häfliger                    | 08.05.1998         | 193                | przyjmujący        |
| 7                               | Luc Kiener                       | 03.12.1999         | 174                | libero             |
| 8                               | Marcin Ernastowicz               | 31.07.1997         | 190                | przyjmujący        |
| 9                               | Mischa von Burg                  | 17.12.1997         | 197                | środkowy           |
| 11                              | Leandro Gerber                   | 14.03.1991         | 193                | przyjmujący        |
| 12                              | Tobias Moser (1)                 | 19.07.2001         | 186                | rozgrywający       |
| 12                              | Jeremy Tomasetti                 | 14.10.1992         | 192                | rozgrywający       |
| 13                              | Leo Dillier                      | 29.04.2001         | 193                | przyjmujący        |
| 13                              | Luis Geiser (1)                  | 16.02.1988         | 193                | atakujący          |
| 15                              | Nikodem Wolański                 | 19.01.1994         | 198                | rozgrywający       |
| 16                              | Willian Bermudez (od 18.01.2020) | 05.08.1994         | 203                | atakujący          |
| Trenerzy                        |                                  |                    |                    |                    |
|                                 | Bujar Dervisaj                   | Trener             | Trener             | Trener             |
|                                 | Łukasz Motyka                    | Asystent trenera   | Asystent trenera   | Asystent trenera   |
| (1) Zawodnik z drugiej drużyny. |                                  |                    |                    |                    |